# هانس فون كولمباخ
هانس فون كولمباخ (بالألمانية: Hans von Kulmbach)‏ (و. 1476 – 1522 م) هو رسام من ألمانيا . ولد في كولمباخ .
توفي في نورنبيرغ .

## معرض صور

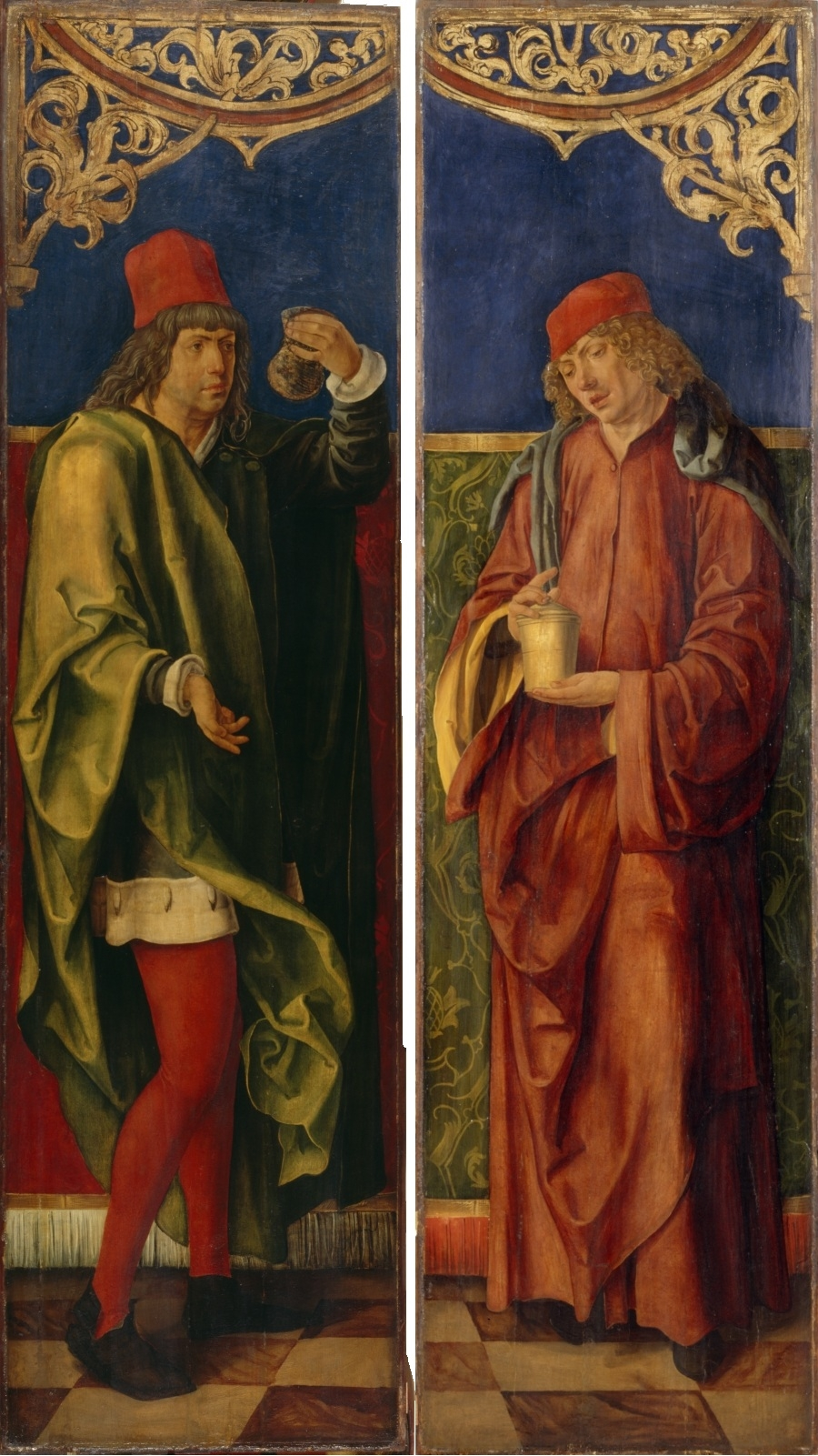
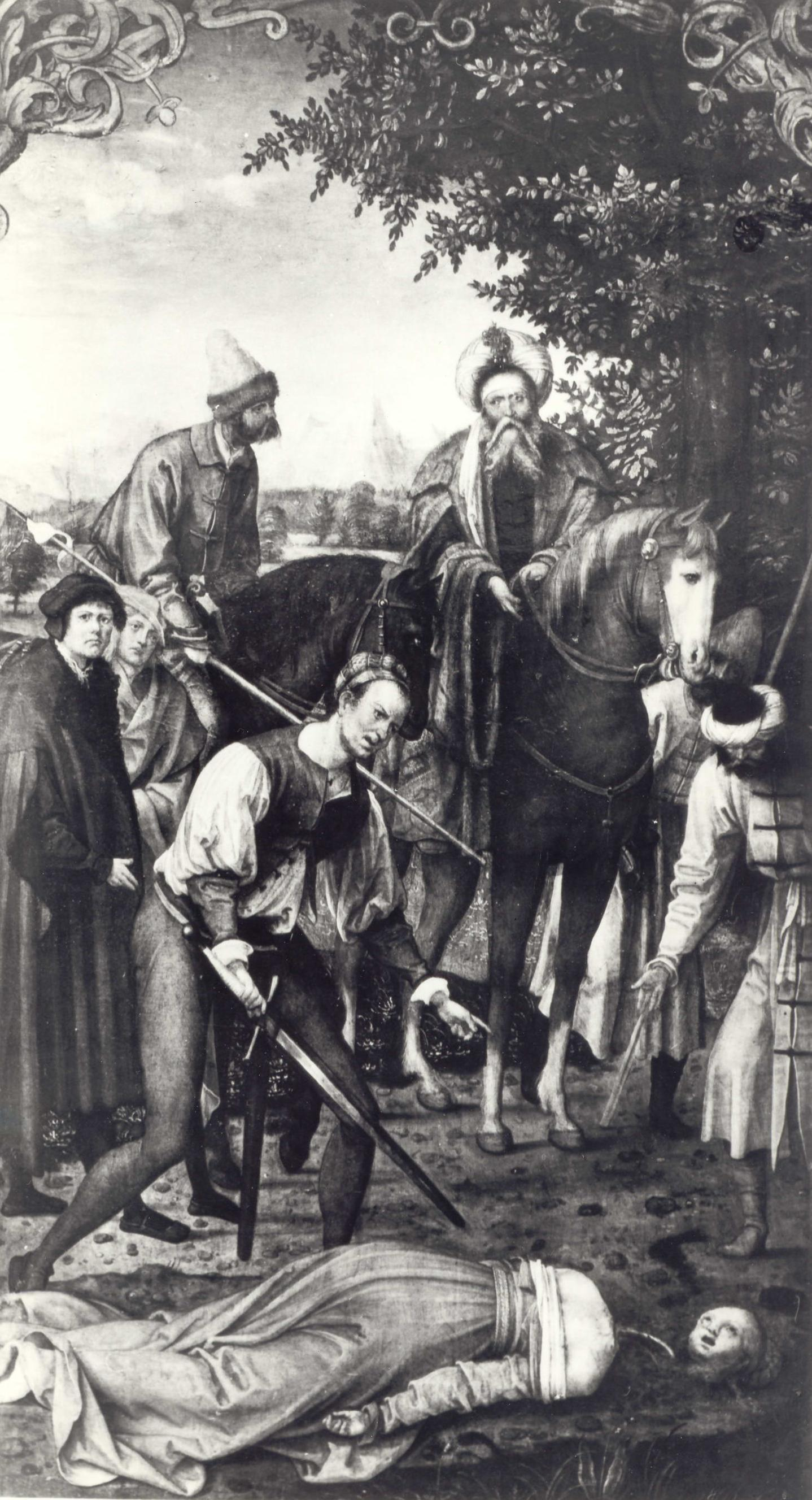
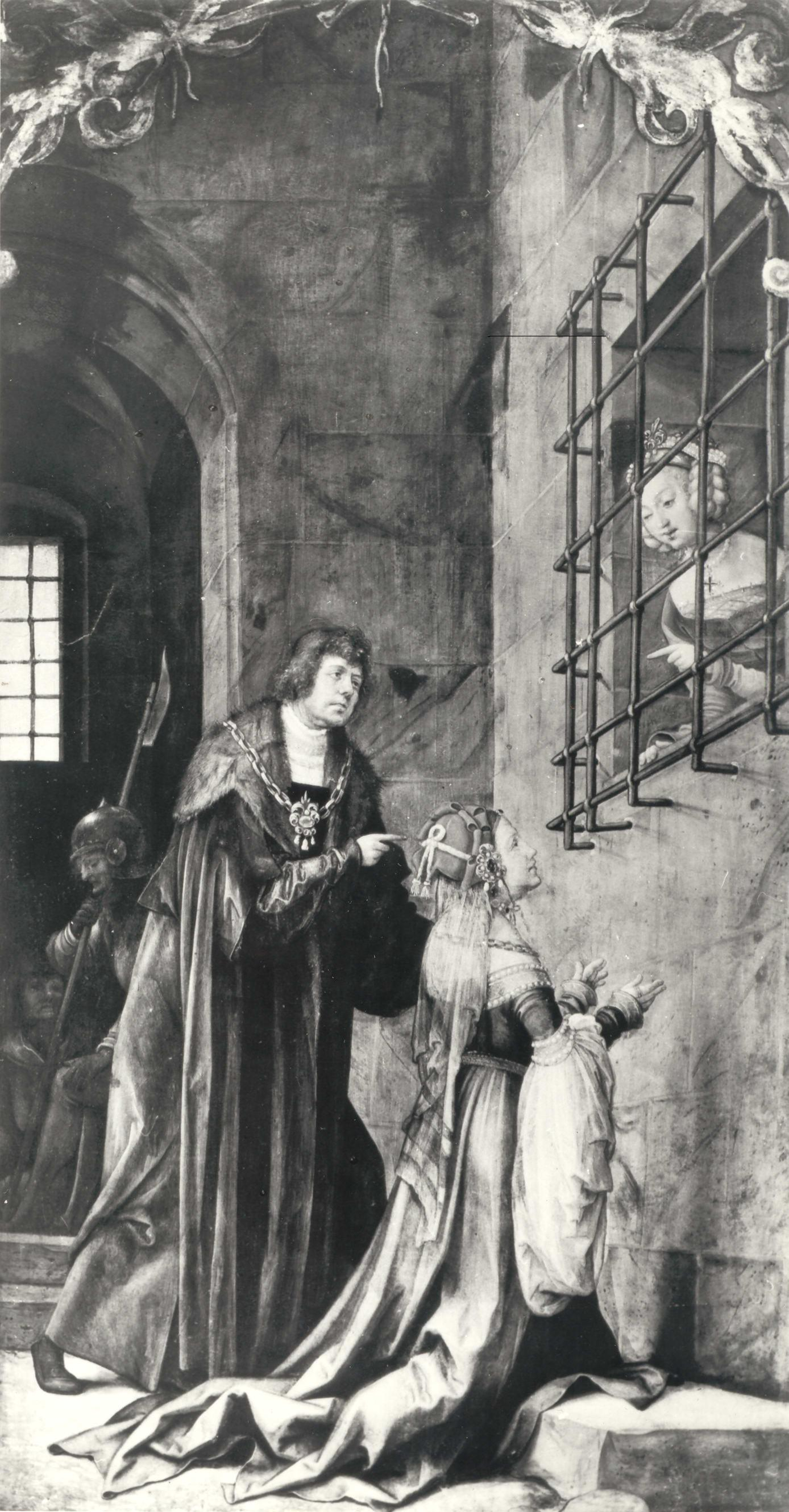
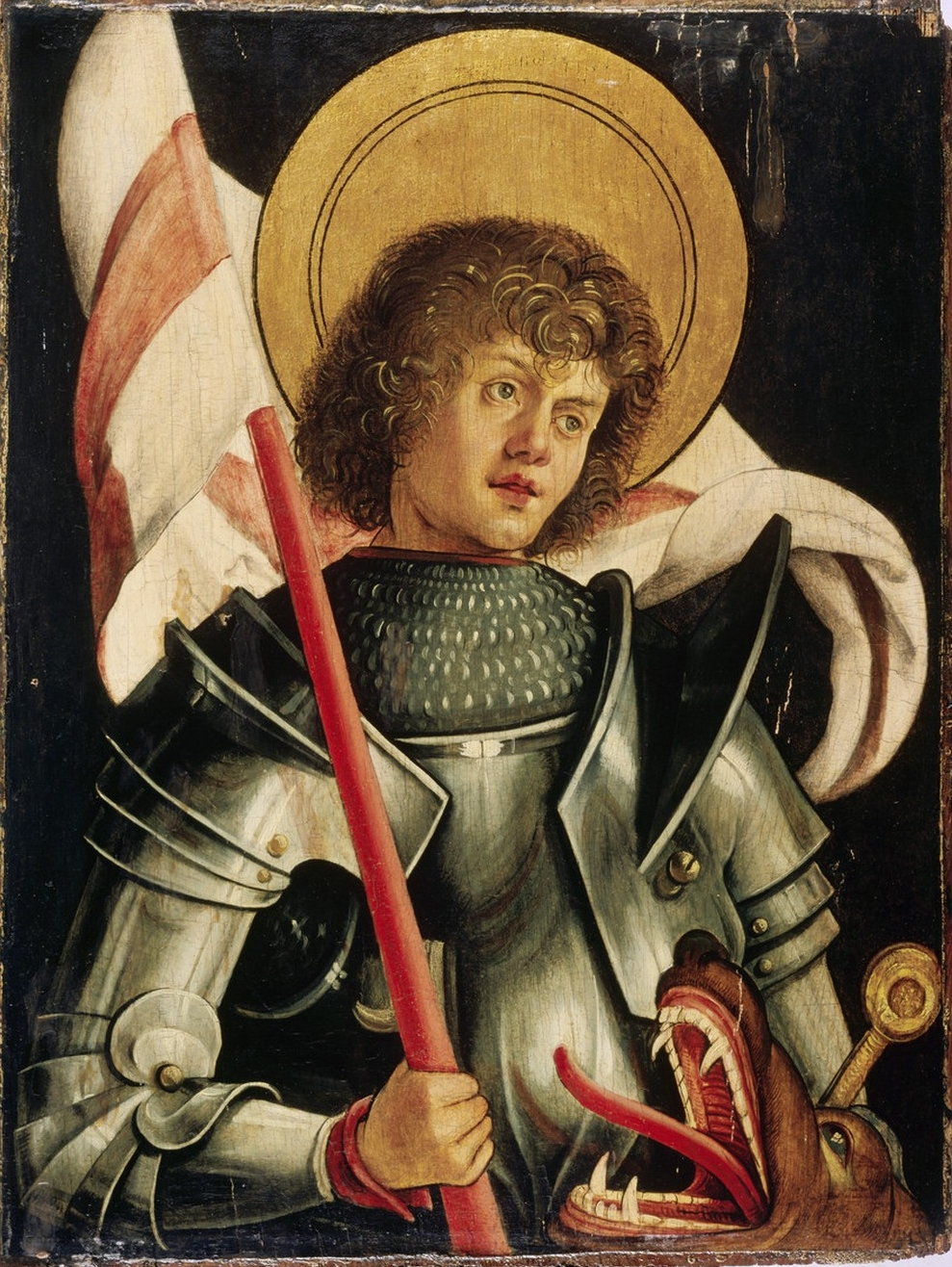

## أعمال بارزة
من أهم أعماله:
- The Calling of St Peter.